# Makai Zsuzsa
Makai Zsuzsa, (Nagyvárad, 1945. szeptember 3. – Budapest, 1987. május 12.) magyar-román sakkozó, női nemzetközi mester, román és magyar sakkolimpikon, sakkolimpiai ezüstérmes, magyar bajnok, újságíró. Az 1960-as, 1970-es évek egyik erős női sakkozója. 1977-ben települt át Magyarországra.

## Élete és sakkpályafutása
Ötgyerekes családban született. Édesapja körorvosként dolgozott, és versenyszerűen sakkozott, emellett aktívan részt vett Nagyvárad sakkéletének szervezésében. Lányát 12 éves korában ismertette meg a sakkjáték alapjaival. Két év múlva már megnyerte Romániában a Téli Ifjúsági Szpartakiád országos sakkdöntőjét, valamint Bukarestben az országos nyári iskolás- és úttörőbajnokságot.
1960-ban, 15 évesen kerül be először a román női bajnokság döntőjébe. 1965-ben válogatják be először a román női válogatottba, ahol győzelemmel mutatkozik be. Ebben az évben a neves román sakkozónővel Elisabeta Polihroniadéval holtversenyben az első helyen végez a román női bajnokság döntőjében.
1967-ben, 1968-ban és 1970-ben első helyezést ér el a román országos egyetemi-főiskolai sakkbajnokságon. 1969-ben bejutott a Vesli nad Moravouban rendezett női világbajnoki zónadöntőbe.
1966-ban szerezte meg a sakkmesteri címet, 1970-ben kapta meg a nemzetközi mesteri fokozatot.
1972–1976 között ötször nyer román csapatbajnoki címet a temesvári Medicina csapatával. 1976-ban román női ranglistavezető 2223 Élő ponttal.
1980-ban a magyar női csapatbajnokságon a Budapesti Spartacus színeiben 1. helyezést ért el. Ugyanebben az évben egyéniben is magyar bajnoki címet szerzett.
1971-ben szerzett angol-román szakos tanári diplomát, és felsőfokon beszélt németül és franciául is. 1979-től sportújságíróként is dolgozik, többek között egy francia újság számára készített interjút Portisch Lajossal. A Magyar Sakkélet szerkesztője. Az 1982-es sakkolimpián mint sajtótudósító és szervező vett részt, az 1984-es sakkolimpián a szervezőbizottság tagja. Az 1986-os sakkolimpián a sajtóközpont munkatársa.

## Részvételei a sakkolimpiákon
1969-ben a román válogatott csapat tagjaként vett részt a lublini sakkolimpián, ahol egyéni eredményével ezüstérmet szerzett.
1978-ban Ivánka Máriával és Verőci Zsuzsával az ezüstérmet szerzett magyar női válogatott csapat tagja volt a Buenos Airesben megrendezett sakkolimpián. Olimpiai eredménye emlékét a világon egyedülálló sakkolimpiai emlékmű őrzi Pakson.

## Kiemelkedő versenyeredményei
- 1965: 1-2. helyezés, román női bajnokság (holtversenyben Polihroniadéval), ezüstérem
- 1968: 1. helyezés (Piotrkow Trybunalski)[2]
- 1970: 3. helyezés (Sinaia)
- 1971: 1. helyezés (Szófia)
- 1971: 3. helyezés, román női bajnokság
- 1972: 1-2. helyezés, román női bajnokság (holtversenyben Polihroniadéval), ezüstérem
- 1974: 1-2. helyezés, román női bajnokság (holtversenyben Teodorescuval), ezüstérem
- 1974: 3. helyezés (Lipeck)
- 1975: 3. helyezés (Temesvár)
- 1975: 2-3. helyezés, román bajnokság, bronzérem
- 1976: 1-2. helyezés, román női bajnokság (holtversenyben Polihroniadéval), ezüstérem
- 1977: 3. helyezés, magyar bajnokság (Verőci Zsuzsa és Ivánka Mária mögött)
- 1979: 2. helyezés (Biel)
- 1979: 3-5. helyezés, magyar bajnokság
- 1980: 1. helyezés (New York)
- 1980: 3. helyezés (Cleveland)
- 1980: 2-3. helyezés (London)
- 1980: 1. helyezés, magyar bajnokság
- 1980: a legjobb női játékos (Zürich)
- 1981: 4–5. helyezés, magyar bajnokság
- 1983: 1. helyezés (Szaloniki)
- 1984: 2-3. helyezés (Bécs)
- 1985: 2-5. helyezés (Biel)
- 1986: 2. helyezés (Havanna)

## Díjai, elismerései
- 1978: A Sport Érdemérem ezüst fokozata, a Buenos Airesben rendezett sakkolimpián elért eredményért[9]